# William Lobb
William Lobb (Perranarworthal, 1809 – San Francisco, maggio 1864) è stato un botanico e raccoglitore di piante britannico.

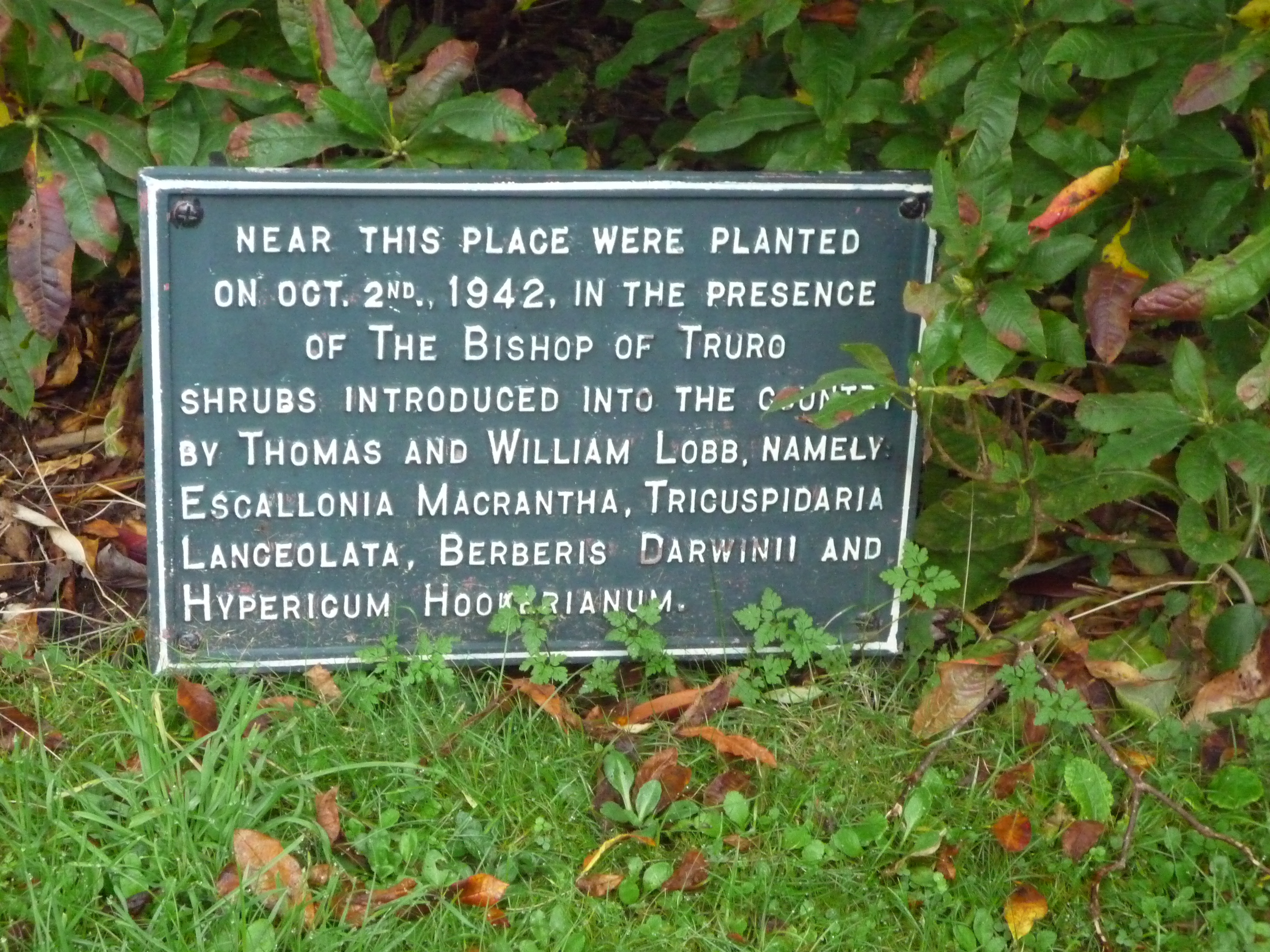
Targa commemorativa ai fratelli Lobb nel parco della Devoran Church (Cornovaglia)

Incaricato dai Vivai Veitch di Exeter, è stato autore dell'introduzione commerciale in Inghilterra di numerose piante esotiche originarie soprattutto delle Americhe, tra queste Araucaria araucana, dal Cile, e la Sequoiadendron giganteum, dal Nord America.
Insieme al fratello Thomas Lobb, fu tra i primi raccoglitori professionisti ad essere inviati, principalmente in America, dal vivaio Veitch, con l'obiettivo primario di procurare nuove specie botaniche e semi di piante utili ed interessanti, in grande quantità ed a scopo commerciale.
Oltre alle due notevoli ed interessanti piante sopracitate, importate in Inghilterra, si annoverano una notevole gamma di conifere, e tutta una serie di piante arbustive ed erbacee, da giardino, da orto e da serra, (allora alloggiate nelle serre "vittoriane"), che sono ancor oggi coltivate, tra queste Desfontainia spinosa e Berberis darwinii.